# Denise Monte Braz
Denise Monte Braz (1974) es una botánica, curadora, y profesora brasileña.
Desarrolla actividades académicas e investigativas como Coordinadora del Programa de Licenciatura en Ciencias Biológicas (Licenciatura y Bachillerato) y profesora asociada del Departamento de Botánica del Instituto de Biología, de la UFRuralRJ.
En 1995, obtuvo una licenciatura en Historia natural, por la Universidad Federal Rural de Río de Janeiro; para obtener la maestría en Biología Vegetal por la Universidad Federal de Viçosa, defendió la tesis Taxonomia e Morfologia das espécies do gênero Siparuna Aublet ocorrentes no Estado do Rio de Janeiro, en 1999; y, el doctorado por la Universidad de São Paulo, en 2005, defendiendo la tesis: Revisão taxonômica de Staurogyne Wall. (Acanthaceae) nos neotrópicos.

## Algunas publicaciones
- m.f. Fraga, denise m. Braz, j.f. Rocha, m.g. Pereira, d.v. Figueiredo. 2012. Interação microrganismo, solo e flora como condutores da diversidade na Mata Atlântica. Acta Botanica Brasílica 26: 857-865
- v.c. Cysneiros, e.p. Paiva, maria v.l. Pereira Moura, denise m. Braz. 2011. Arboreal Eudicotyledons, Universidade Federal Rural do Rio de Janeiro Botancial Garden, state of Rio de Janeiro, Brazil. Check List (São Paulo) 7: 1-6
- denise m. Braz, r. Monteiro. 2011. O gênero sulamericano Gynocraterium Bremek. (Acanthaceae, Nelsonioideae). Acta Amazónica 41: 443-448
- ---------------------, ------------------. 2011. Typification of Neotropical Staurogyne (Acanthaceae). Novon (Saint Louis, Mo.) 21: 174-177

### Libros
- maria v.l. Pereira Moura, denise m. Braz (orgs.) 2012. Jardim Botânico da Universidade Federal Rural do Rio de Janeiro: um pouco da sua história. 1ª ed. Seropédica, Rio de Janeiro: EDUR, vol. 1. 65 pp.
- denise m. Braz, p.r.o. Santos, v.c. Cysneiros. 2012. Árvores do Jardim Botânico da Universidade Federal Rural do Rio de Janeiro: chave para identificação das famílias, dicas para reconhecimento das espécies em campo e caracterização e usos da madeira. Seropédica: EDUR, 65 pp.

### Capítulos de libros
- maria v.l. Pereira Moura, denise m. Braz. 2012. Introdução. En: Maria Veronica Leite Pereira Moura; Denise Monte Braz (orgs.) Jardim Botânico da Univ. Federal Rural do Rio de Janeiro. 1.ª ed. Seropédica, Río de Janeiro: Ed. Univ. Federal Rural do Rio de Janeiro, pp. 9-10.
- denise m. Braz, s.m. Carmo. 2012. Fundação e Registro do Jardim Botânico da UFRRJ. En: Maria Verônica Leite Pereira-Moura; Denise Monte Braz. (orgs.) O Jardim Botânico da Universidade Federal Rural do Rio de Janeiro, um pouco de sua história. 1ª ed. Seropédica: EDUR, pp. 13-15
- ---------------------, v.c. Cysneiros. 2012. Coleções vivas do Jardim Botânico da UFRRJ - Arboreto. En: Maria Verônica Leite Pereira-Moura; Denise Monte Braz (orgs.) O Jardim Botânico da Universidade Federal Rural do Rio de Janeiro, um pouco de sua história. 1ª ed. Seropédica: EDUR, pp. 33-43

### Revisiones de ediciones
- 2009 - actual, Periódico: Revista Rodriguésia
- 2011 - 2011, Periódico: Revista Hoehnea
- 2008 - 2008, Periódico: Acta Botanica Brasílica
- 2012 - 2012, Periódico: Novon (Saint Louis, Mo.)
- 2012 - actual, Periódico: Iheringia. Série Botânica

## Membresías
- de la Sociedad Botánica del Brasil[5] y tesorera Regional RJ, bienio 2007-2008[4]
- Plantas do Nordeste[6]